# Constança de França, filla de Lluís VI
Constança o Constància de França, (~1128 - Reims, un 16 agost després de 1177) fou una princesa de França, filla única de Lluís VI de França, rei de França i d'Adelaida de Savoia, que no van tenir més fills, es va casar el febrer de 1140 pel decisió del seu germà, el rei Lluís VII de França, amb Eustaqui de Blois, fill gran i hereu d'Esteve de Blois, rei d'Anglaterra.
Després de la defunció d'Eustaqui l'agost de 1153, es va casar de nou el 10 d'agost de 1154 amb Ramon V de Tolosa (mort el 1194), comte de Tolosa. D'aquesta unió van néixer quatre fills: 
- Ramon VI (1156-1222), comte de Tolosa
- Alberic Tallaferro (1157-1183), primer espòs de Beatriu d'Albon, delfina de Viena o del Vienès
- Adelaida (morta vers 1200), esposa (1171) de Roger II de Besiers (mort el 1194) (vescomte de Carcassona, Besiers, Albi i Rasès
- Balduí (vers 1165/1166 - 1214)

El 1165 Constança participa en el col·loqui o concili de Lombers Prop d'Albi, del qual l'objectiu era de confondre i de condemnar els heretges; és en aquesta data que els heretges començaren a ser coneguts com a albigesos.
Es van separar el 1166. En una carta que va escriure al seu germà Lluís VII de França després de la seva repudiació, va dir: «M'he anat de cassa meva a un poble a la casa d'un cavaller, ja que no tenia ni per menjar ni per donar als meus servidors. El comte no té cap cura de mi i no em subministra res dels seus àmbits per a les meves necessitats.»
Tornada a regió parisenca, el seu germà li hauria atribuït béns immobiliaris dels quals s'ignora l'amplitud. En qualsevol cas, a partir de 1171 i sota el nom de comtessa de Sant Gèli, va fer diverses donacions de béns immobiliaris a l'abadia de Montmartre i als Templaris.
Segons l'abat Delaunay, hauria estat senyora de Montreuil-sous-Bois i segons alguns autors, va tenir la iniciativa de la construcció de la torre feudal de La Queue-en-Brie (actualment a Val-de-Marne)

## Llegenda de Burlats
Segons la llegenda, Constància s'hauria refugiat a Burlats després de la seva separació de Ramon V de Tolosa, i la seva filla Adelaida hauria estat criada a Burlats Aquesta va celebrar a Burlats un «Tribunal d'Amor» i va ser celebrada, entre altres pel trobador périgordià Arnaud de Marueuil.
Històricament, és delicat pensar que Constància s'hagi pogut refugiar a Burlats després de la seva separació de Ramon V de Tolosa, ja que el 1165 el lloc no pertanyia als comtes de Tolosa, sinó als Trencavell. No fou doncs Constància qui va fer construir el pavelló d'Adelaida a Burlats, sinó sens dubte Bernat Ató IV i la seva esposa Cecília, cap al començament del segle xii.